# Grayling (Michigan)
Grayling – miasto w Stanach Zjednoczonych, w stanie Michigan, siedziba administracyjna hrabstwa Crawford.